# Lombard-Pápa TFC
Maillots
Actualités
Dernière mise à jour : 11 avril 2011.
Le Lombard-Pápa TFC est un club de football hongrois basé à Pápa.

## Historique
- 1995 : fondation du club sous le nom de Papai ELC
- 2004 : fusion avec le Haladas Szombathely en Lombard-Pápa TFC